# Distrito Escolar del Condado de Pasco
El Distrito Escolar del Condado de Pasco (Pasco County Schools, "Escuelas del Condado de Pasco" o School Board of Pasco County, Florida, "Consejo Escolar del Condado de Pasco, Florida") es un distrito escolar de Florida. Tiene su sede en Land O' Lakes, un área no incorporada del Condado de Pasco. Gestiona escuelas en el Condado de Pasco. La junta directiva escolar tiene un presidente y cuatro miembros.

## Escuelas

### Escuelas preparatorias
- Anclote High School
- Fivay High School
- Gulf High School
- Hudson High School
- James Irvin Education Center
- Land O’ Lakes High School
- Marchman Technical Education Center
- James W. Mitchell High School
- Moore-Mickens Education Center
- Pasco eSchool
- Pasco High School
- Ridgewood High School
- River Ridge High School
- Harry Schwettman Education Center
- Sunlake High School
- Wesley Chapel High School
- Wiregrass Ranch High School
- Zephyrhills High School